# Demper (muziek)

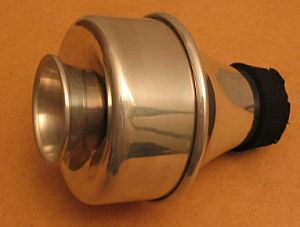
Wah-wah mute voor trompet

Een demper (it: sordino, en: mute) wordt gebruikt om de klankkleur van een aantal muziekinstrumenten aan te passen.

## Dempers voor koperblaasinstrumenten
Trompet- en trombone-dempers worden zowel in klassieke muziek als in jazz en lichte muziek gebruikt. In hafabra komen er tegenwoordig ook dempers voor op alle koperinstrumenten, vooral in brass band.

## Dempers op strijkinstrumenten

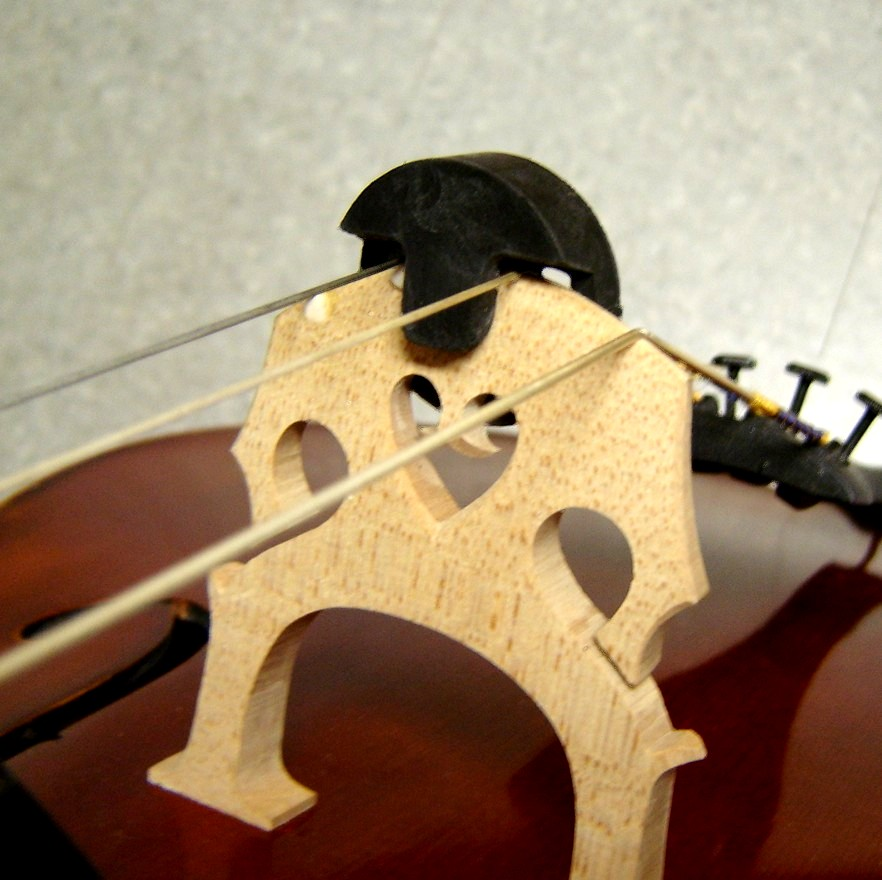
Een zwarte sordino op cellokam

Een sordino of sourdine is een demper waarmee het volume van de klank van een strijkinstrument minder luid gemaakt kan worden, en de klankkleur kan worden veranderd. Dit kan handig zijn bij het studeren maar wordt soms ook door de componist in de muziek verlangd (con sordino resp senza sordino voor aanbrengen en verwijderen van demping). Het gebruik van een sordino maakt de klank doorgaans nasaler, omdat het trillingsspectrum wordt verkleind.
De sordino voor viool, altviool, cello en contrabas is doorgaans een uit hout vervaardigd, op een kam met 3 tanden gelijkend accessoire, dat op de kam van het instrument wordt geklemd. Doordat het gewicht van de sordino het doorgeven van de trilling van de snaar naar de kam belemmert, wordt de klank beïnvloed. Bij strijkinstrumenten levert het een meer romantische, zoete, wat nasale klank op.
Bij gebrek aan een echte sordino wordt soms ook een wasknijper op de kam geklemd.

## Piano
Bij pianomuziek komt soms de aanduiding con s. of con sordino voor. In dit geval heeft het dan te maken met het feit dat het linker (!) pedaal gebruikt dient te worden (ofwel het una corda-pedaal). Ook de aanduiding senza sordini ('zonder dempers') komt voor, bijvoorbeeld in pianowerken van Ludwig van Beethoven. Over de betekenis hiervan heerst controverse. Eén opvatting zegt dat hier bedoeld wordt dat 'zonder dempers' zou betekenen dat er geen linkerpedaal dient te worden gebruikt, een andere opvatting is dat de dempers niet moeten worden gebruikt, dus dat men met ingetrapt rechter(!) pedaal dient te spelen, waardoor de snaren niet door de dempertjes worden gedempt na loslaten van de toets.